# 電源延長線

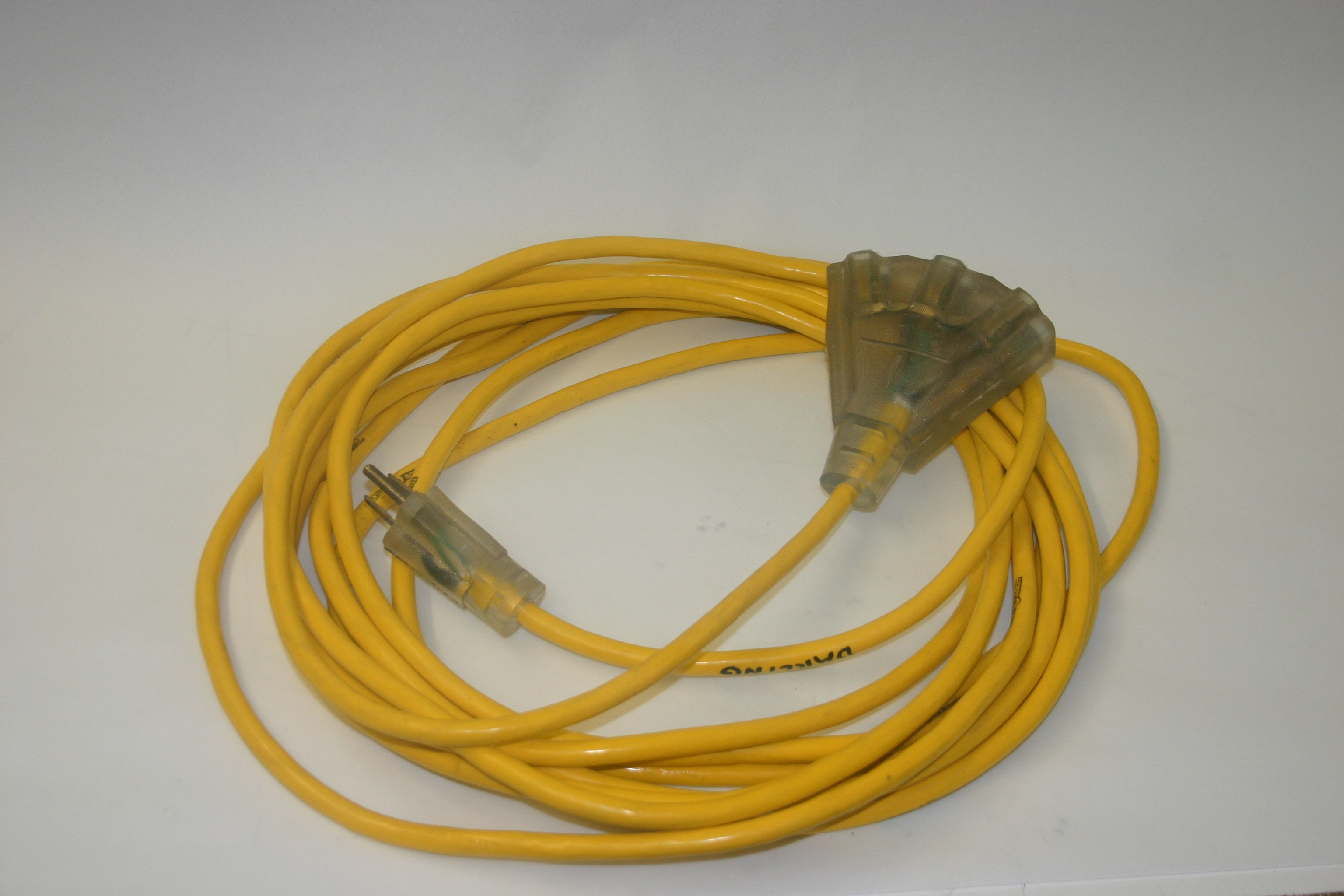
電源延長線

電源延長線（也稱為延長線）是一個電纜與多個導體用於需要靈活性暫時的電力連接。電源延長線廣泛應用於操作中使用的在各類型電機工具、設備、家用電器和機械。

## 描述
延長線可在商業，工業和住宅應用中使用。有一些延長線可以防水。

## 類型
延長線，常用的類型包括SJT、SVT、SEOW、SJ、SJOW、SJOOW、SO、SOW。
延長線通常由防燃耐熱材質製作，使用溫度範圍為−20 °C（−4 °F）至90 °C（194 °F）。

## 外部連結
- Extension Cords at Underwriters Laboratories Inc
- A solution to the socket shortage? （页面存档备份，存于） BBC News article